# Crematogaster rossi
Crematogaster rossi är en myrart som beskrevs av William F. Buren 1968. Crematogaster rossi ingår i släktet Crematogaster och familjen myror. Inga underarter finns listade i Catalogue of Life.